# 色當猶太會堂

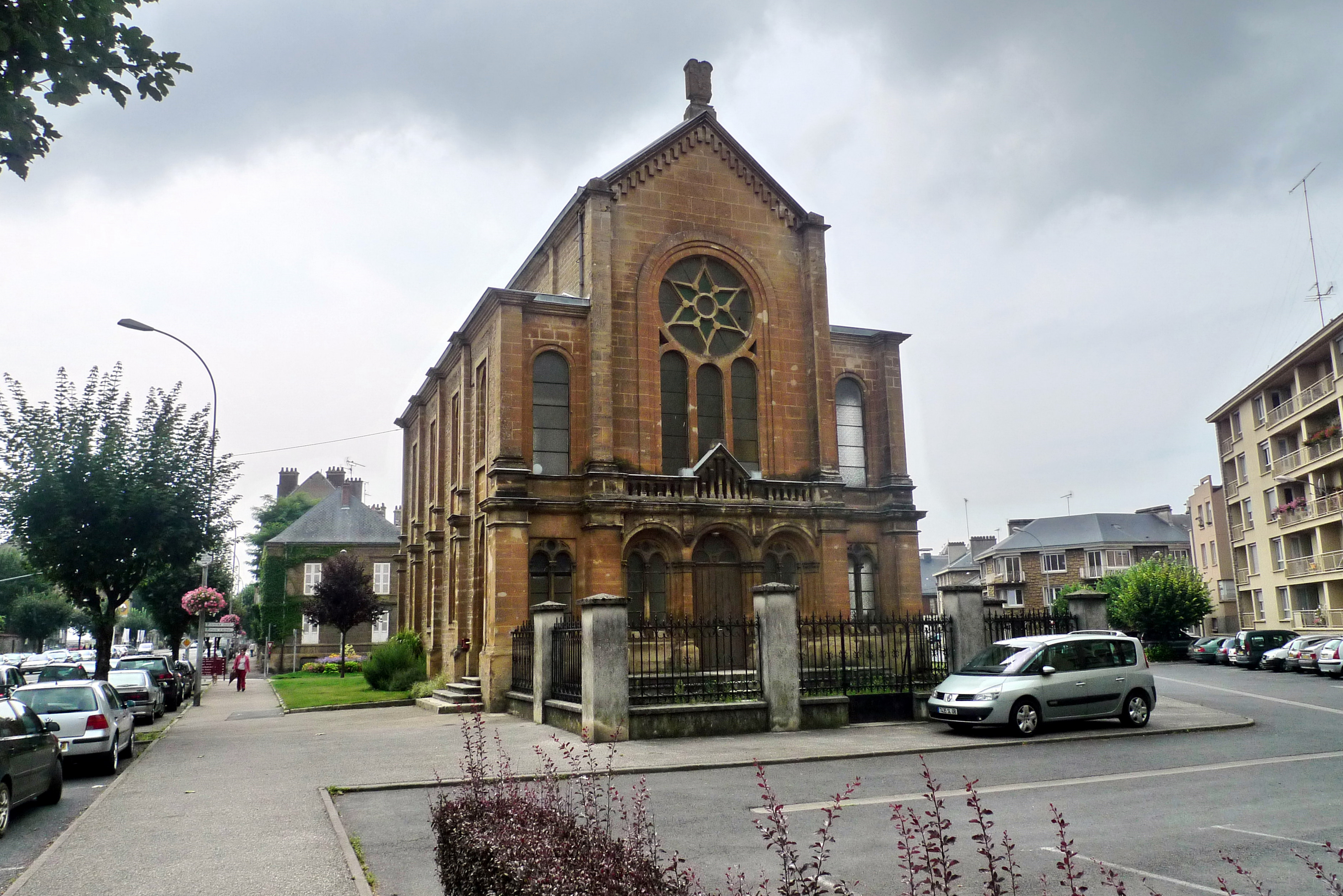

色當猶太會堂（Sedan Synagogue）是法國北部城市色當的一座猶太會堂。這座猶太會堂修建於1878年。雖然二戰期間猶太人大量離開色當，但猶太會堂得以倖存。

## 外部連結
- La Synagogue, École de Résidence

49°41′55″N 4°56′56″E / 49.69861°N 4.94889°E